# Дуглас Мендес
Дуглас Мендес Морейра (порт. Douglas Mendes Moreira, нар. 13 червня 2004, Токантінс, Бразилія) — бразильський футболіст, центральний захисник австрійського клубу «Зальцбург».
На правах оренди грає в бразильському «Ред Булл Брагантіно».

## Ігрова кар'єра

### Клубна
В 2019 році Дуглас Мендес приєднався до молодіжної команди клубу «Понте-Прета». Свою першу гру на професійному рівні футболіст провів 26 листопада 2021 року, коли вийшов на заміну у матчі Серії В чемпіонату Бразилії.
Влітку 2022 року Мендес перейшов до «Ред Булл Брагантіно», з яким підписав п'ятирічний контракт. Та вже в лютому 2023 року захисник був направлений в оренду в австрійський «Ліферінг». Де він знаходвся до кінця сезону, після чого влітку Мендес офіційно став гравцем австрійського «Зальцбурга», з яким підписав контракт до літа 2028 року. При цьому залишився в оренді в «Ліферінгу».
В січні 2024 року Мендес повернувся до «Ред Булл Брагантіно» на правах оренди. В січні 2025 року орендну угоду було продовжено до кінця 2025 року.

### Збірна
В 2023 року Дуглас Мендес в складі молодіжної збірної Бразилії виграв молодіжний чемпіонат Південної Америки, що проходив в Колумбії.

## Титули
Бразилія (U-20)
 Чемпіон Південної Америки: 2023